# Майк Галлетт
Ма́йк Га́ллетт (англ. Mike Hallett) — нар. 2 липня 1959 року англійський професіональний гравець у снукер та спортивний коментатор, оглядач.

## Життєпис
Народився в Англії 2 липня 1959 року. Почав грати в снукер в 10 років.. В наш час[коли?] коментує матчі Прем'єр-ліги на каналі «Sky Sports», а також є головним оглядачем снукеру на британському «Євроспорті».

## Досягнення
Виграв один рейтинговий турнір — єдиний в історії турнір у Гонконзі — Hong Kong Open, де він обіграв новозеландця Діна O'Кейна зі рахунком 9:8. Двічі виходив у фінал Мастерс — в 1988 та 1991 роках. Також двічі виходив в 1 / 4 чемпіонату світу: у 1987 і 1989.

## Перемоги

### Рейтингові турніри
- Hong Kong Open — 1989

### Інші турніри
- Fosters World Doubles — 1987 (разом із Стівеном Гендрі)
- Humo Masters — 1991
- World Masters Doubles — 1991 (разом із Стівеном Гендрі)
- Regal Scottish Masters — 1991
- English Professional Championship — 1989
- Fosters Professional — 1988
- Pontins Open — 1991, 1993